# Oppidum de Cordes-Châteloi
L'oppidum de Cordes-Châteloi est une agglomération gauloise fortifiée attribuée à la Civitas des Bituriges Cubes. Cet oppidum, de type « éperon barré », est situé sur la commune d'Hérisson, dans le département de l'Allier. Le site est délimité par deux enceintes emboîtées, la première délimitant un espace de 19 ha, la seconde portant la surface de l'oppidum à 73 ha, ce qui en ferait, en termes de surface l'un des plus importants du territoire des Bituriges Cubes. L'oppidum est connu et ponctuellement exploré depuis le XVIe siècle.

## Contexte géographique
L'oppidum de Cordes-Châteloi est localisé à proximité du hameau éponyme de « Châteloy », un lieu-dit distant d'environ 1,5 kilomètre au nord-ouest du centre-ville d'Hérisson, dans le département de l'Allier, en région Auvergne-Rhône-Alpes.
Construite sur un vaste éperon rocheux, l'agglomération protohistorique surplombe les alentours, dont la plaine alluviale formée par la confluence des eaux de la « Louise » et de l'Aumance. Placé ainsi en situation forte, le complexe proto-urbain bénéficie d'une position stratégique. Un sentier, localisé à l'extrémité du plateau de Châteloy permet d'accéder aux vestiges de l'oppidum.
Bien que voisin d'autres territoires de la Gaule Chevelue, tels que ceux des Arvernes et des Éduens, l'oppidum de Cordes-Châteloi appartient à la civitas des Bituriges Cubes (en latin, Bituriges Cubi). L'agglomération antique se place ainsi à environ 77 km d'Avaricum, l'antique centre politique des Bituriges. Sa situation géographique, au sud-est du territoire biturige, fait de l'oppidum de Cordes-Châteloy une cité au statut dit de ville-frontière. Au cours l'âge du fer, la ville secondaire de Cordes-Châteloi constitue un « nœud » stratégique, à la fois politique et économique : plusieurs voies d'importance la traversent..

## Description
L'oppidum est constitué d'un éperon barré, encadré dans ses limites septentrionale et occidentale par une succession de falaises qui dominent la vallée de l'Aumance. La cité biturige est par ailleurs protégée dans ses frontières orientale et méridionale par un imposant talus composé de roches et de terre, et doublé d'un vaste fossé. L'ensemble de ces fortifications, de forme semi-circulaire, se développent sur une longueur totale de 840 mètres. À cet effet, le premier périmètre d'enceinte de l'oppidum entoure une surface globale avoisinant 19 ha. Au-delà de cette première enceinte massive, une seconde fortification vient porter la surface enclose à 73 ha.

## Découverte et fouilles
Les toutes premières fouilles du complexe protohistorique sont réalisées en 1576, par le géographe et topographe Nicolas de Nicolay (1517-1583). L'une des campagnes d'exploration du site archéologique les plus significatives est effectuée à la fin des années 1960 (en 1968) sous la direction de Michel Moreau. Ces investigations, constituées de sondages, mettent en évidence une tour de taille remarquable, et élevée au centre d'un édicule baptisé « Babylone », ainsi qu'un large murus gallicus. Des investigations ultérieures ont également permis d'exhumer de nombreux artéfacts, tels que des tessons de céramiques ou de poteries, des occurrences monétaires, et des lames d'épées, certaines sous forme complète, d'autres dans un état fragmenté.
Les recherches sont reprises au cours des années 2000.

## Histoire
A l'époque de la Gaule indépendante, quelle impérieuse nécessité avait prévalu à la construction de cet oppidum et mobilisé les Bituriges Cubes pendant des années, voire des dizaines d'années, pour cet ouvrage colossal, des centaines de travailleurs, libres ou serviles ? Le souci devenu permanent de se défendre contre d'éventuels agresseurs est évident : le vaste espace délimité par les remparts permettait d'y accueillir si nécessaire les populations dispersées dans le voisinage et aussi d'y mettre à l'abri des pillards les chevaux et le bétail, gros et petit. Mais il est possible que ces lieux aient également eu pour vocation d'accueillir de grands rassemblements à l'occasion de foires ou de marchés, ou bien encore de manifestations à caractère religieux.
La cité gauloise est fondée au début de l'époque laténienne (« La Tène A1 », Ve siècle av. J.-C.). La ville connaît une occupation constante jusqu'à la guerre des Gaules, au milieu du Ier siècle av. J.-C., période pendant laquelle elle subit, à l'instar des autres cités bituriges, un important incendie. Les travaux récents suggèrent un abandon antérieur à 20 av. J.-C..